# Biała Podlaska
Biała Podlaska (pronunțat în polonezăⓘ) este un municipiu în voievodatul Lublin, Polonia, reședința powiatului bialski.
Se află lângă Krzna[*], la o altitudine de 137 m deasupra nivelului mării. Are o suprafață de 49 km². Populația este de 55.429 locuitori, determinată în 31 martie 2021, prin recensământul polonez din 2021[*].